# Parathemisto gracilipes
Parathemisto gracilipes är en kräftdjursart. Parathemisto gracilipes ingår i släktet Parathemisto och familjen Hyperiidae. Inga underarter finns listade i Catalogue of Life.